# Eidgenössisches Turnfest

Plakat von Frédéric Rouge für das Eidg. Turnfest in Lausanne 1909

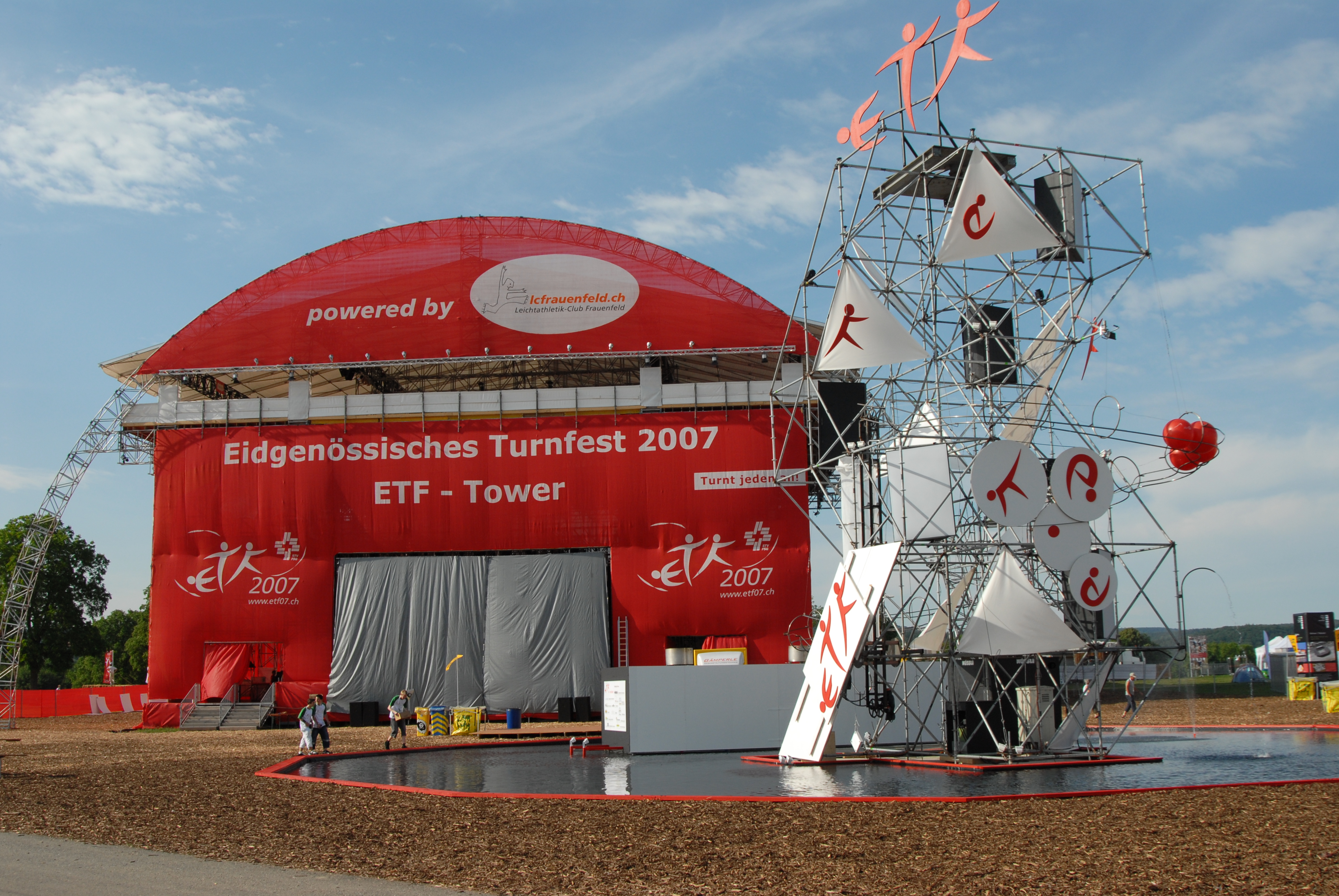
Der ETF-Tower am ETF 2007 in Frauenfeld

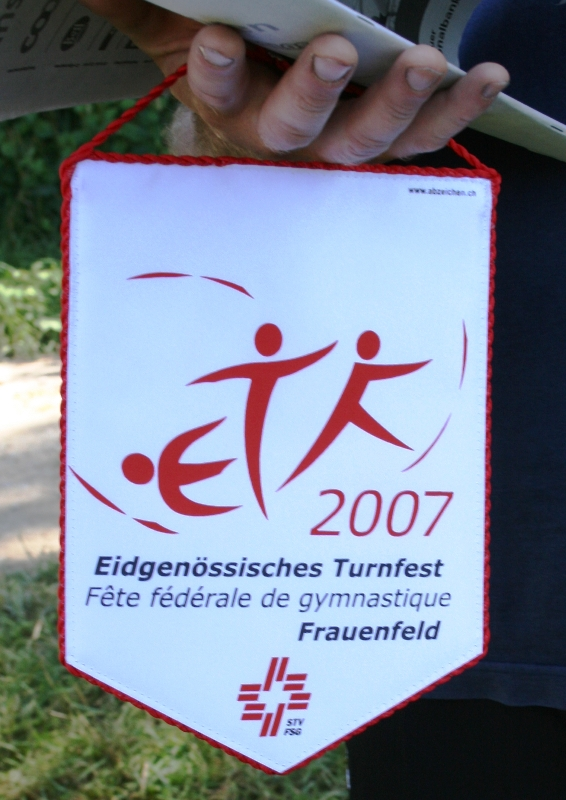
Die Vereinsauszeichnung mit dem ETF-Logo

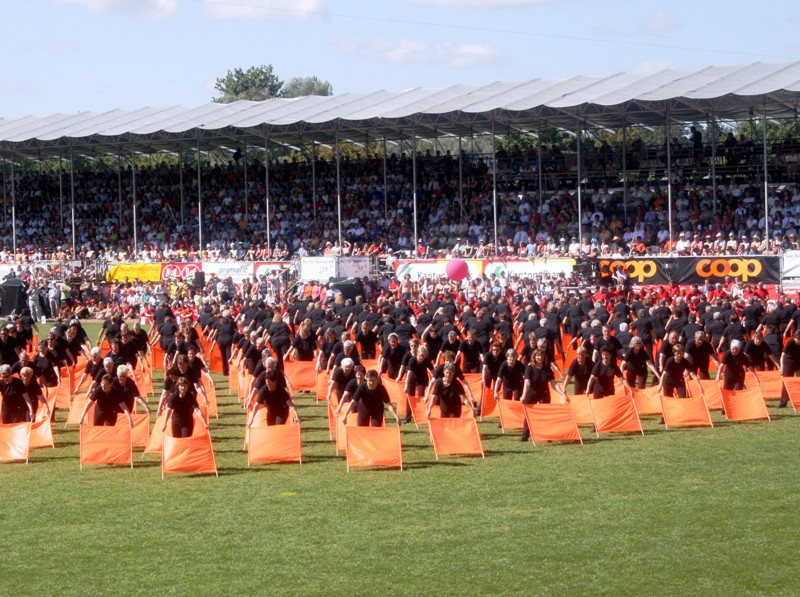
Eine Grossraumvorführung an der Schlussfeier des ETF 2007

Das Eidgenössische Turnfest (ETF) (französisch Fête fédérale de gymnastique, italienisch Festa Federale di ginnastica, rätoromanisch Festa federala da gimnastica) ist der grösste polysportive Sportanlass der Schweiz. Das erste Eidgenössische Turnfest wurde am 24. April 1832 in Aarau zur Gründung des Schweizerischen Turnverbandes abgehalten.

## Austragungsturnus
Von 1832 bis 1865 veranstaltete die Schweizer Turnerschar ihre Feste jährlich. Ab 1867 fand das Eidgenössische Turnfest unregelmäßig statt, bis 1874 ein 2-Jahres-Zyklus und ab 1888 der 3-Jahres-Zyklus eingeführt wurde. Zwischen 1912 und 1922, sowie 1936 und 1947 wurden wegen der beiden Weltkriege keine Turnfeste durchgeführt. 1947 stellte der ETV auf einen 4-Jahres- und 1972 auf einen 6-Jahres-Zyklus um. Das turnusmässig für 2008 vorgesehene Turnfest in Frauenfeld wurde mit Rücksicht auf die Fussball-Europameisterschaft im eigenen Land und Österreich um ein Jahr vorverlegt. Anschliessend soll es wieder alle sechs Jahre stattfinden.

## Eidgenössisches Turnfest 2007
Das ETF 2007 in Frauenfeld vom 14. bis 24. Juni 2007 galt als Fest der kurzen Wege. Das Festgelände, alle Wettkampfstätten und Unterkünfte waren bequem per Bus oder zu Fuss erreichbar. 56'000 Turner in 1848 Vereinen kämpften um 36 Turnfestsieger und 14 Schweizer Meister-Titel. Rund 100'000 Besucher verfolgten die Wettkämpfe.
Im dreiteiligen Vereinswettkampf der Aktiven wurde der STV Wettingen Turnfestsieger. Im Kunstturnen der Frauen gewann Ariella Kaeslin vom BTV Luzern und bei den Männern Claudio Capelli vom BTV Bern den Titel «Turnfestsieger».
Während der sechs Tage hatten ca. 8000 Turner am Weltrekordversuch des längsten Turnerbändels der Welt genäht, dies ergab eine totale Länge von 837 Metern. Das ETF erwirtschaftete einen Gewinn von 900'000 Franken.

## Eidgenössisches Turnfest 2013
Das ETF in Biel/Bienne und Magglingen vom 13. bis 23. Juni 2013 stand unter dem Motto «Gymnastique fantastique».
Am Turnfest nahmen 60'000 Turner teil, davon waren 17'000 Kinder und Jugendliche. Rund 100'000 Besucher haben das Fest am See und um die Stadt Biel besucht.
Im dreiteiligen Vereinswettkampf der Aktiven wurde der STV Wettingen Turnfestsieger, wie schon am ETF 2007. Im Kunstturnen der Frauen gewann Giulia Steingruber und bei den Männern Claudio Capelli vom BTV Bern den Titel «Turnfestsieger».
Das ETF wurde während zweier Tage von extremen Wetterereignissen heimgesucht. Kurz vor der offiziellen Eröffnungsfeier musste das Gelände wegen eines Sturms evakuiert werden, wobei sich drei Personen leicht verletzten. Am 20. Juni wurden bei einem Gewittersturm, der das Festgelände verwüstete, über 90 Menschen verletzt. Ein Mann erlag anderthalb Jahre nach dem Ereignis seinen Verletzungen. Die Verantwortlichkeit, ob bei Evakuierung und Krisenmanagement Fehler gemacht worden seien, wurde untersucht. Die Berner Staatsanwaltschaft verfügte 2016 die Einstellung der Strafuntersuchung gegen den Direktor des Fests.

## Eidgenössisches Turnfest 2019
Das 76. Eidgenössisches Turnfest (ETF) fand vom 13. bis 23. Juni 2019 – bereits zum siebten Mal – in Aarau statt. Unter dem Motto «Aarau bewegt die Schweiz» nahmen rund 69'000 Turner in 108 Disziplinen teil. Ca. 8'500 Helfer standen während den beiden Wochenenden im Einsatz. Rund 200'000 Zuschauer haben das Fest besucht. Im Organisationskomitee engagierten sich rund 200 Personen. Weitere 198 Personen standen für die Wettkampfleitung im Einsatz, welche über 350'000 Wettkampfminuten durchplante. Armee und Zivilschutz unterstützten das Fest mit total 7'700 Diensttagen.
Im Mittelpunkt des ersten Wochenendes stand der Turnnachwuchs. Über 22'000 Kinder und Jugendliche waren am Start, was einen Teilnahmerekord bedeutete (Biel 2013: 17'600 Teilnehmende). Ausserdem wurden bei diversen Einzelwettkämpfen, im Nationalturnen und im Spitzensport die ersten Turnfestsieger gekürt. Am zweiten Wochenende lag der Fokus auf den Vereinswettkämpfen: Über 45'000 Athleten aus 2371 Vereinen (Biel 2013: 2292 Vereine) machten den Turnfestsieg unter sich aus.
Turnfestsieger wurde mit 29.92 von möglichen 30 Punkten der STV Wangen SZ, mit einem minimalen Vorsprung von 0,02 Punkten auf den bisherigen Seriensieger STV Wettingen (2002, 2007, 2013). In der Kategorie Kunstturnen Elite konnten sich Ilaria Käslin und Oliver Hegi den Turnfest-Sieg sichern. Andi Imhof sicherte sich den Turnfest-Hattrick im Nationalturnen (Disziplinen Freiübung, im Turn-Jargon auch Bodenturnen genannt, Schnell-Lauf, Weitsprung, Hochweitsprung, Steinheben und Steinstossen, sowie die zwei Kampfsportarten Ringen und Schwingen).
Das ETF 2019 schloss auch finanziell erfolgreich ab. So resultierte ein Reingewinn von knapp 300'000 Schweizer Franken. Die Hälfte des Reingewinnes ging gemäss Vertrag an den Schweizerischen Turnverband. 100'000 Franken erhielt der Aargauische Turnverband (ATV) zu Gunsten des neuen Turnzentrums in Lenzburg und 50'000 Franken gingen zu Gunsten von Sportprojekten an die Stadt Aarau.

## Eidgenössisches Turnfest 2025
Das 77. Eidgenössische Turnfest fand vom 12. bis 22. Juni 2025 in Lausanne und damit erstmals seit Genf 1978 wieder vollständig in der Romandie statt. 
Den Höhepunkt bildete am zweiten Wochenende die Show «Gymagine» in der Vaudoise aréna mit Darbietungen von 15 Gruppen aus dem In- und Ausland. Erstmals gab es Turnfestsieger in der Disziplin Parkour und im Rahmenprogramm kamen erstmals die Sportart Dodgeball und Sprünge von Trampolinen und Schaukelringen in den See vor.

## Eidgenössische Turnfeste seit 1832

Der STV Winterthur, Gruppenbild der Turnfestsieger von 1906.

| Nr. | Jahr | Datum                | Ort                        | Sieger Vereinswettkampf                | Festteilnehmer |
| --- | ---- | -------------------- | -------------------------- | -------------------------------------- | -------------- |
| 01. | 1832 | 24. April            | Aarau (Telliring)          | Nur Einzelwettkämpfe Von 1832 bis 1859 | 60             |
| 02. | 1833 | 14. April            | Zürich                     | Nur Einzelwettkämpfe Von 1832 bis 1859 | 70             |
| 03. | 1834 | 17./18. April        | Bern                       | Nur Einzelwettkämpfe Von 1832 bis 1859 | 63             |
| 04. | 1835 | 21./22. April        | Basel                      | Nur Einzelwettkämpfe Von 1832 bis 1859 | 87             |
| 05. | 1836 | 13./14. April        | Zürich                     | Nur Einzelwettkämpfe Von 1832 bis 1859 | 145            |
| 06. | 1837 | 29./30. März         | Schaffhausen               | Nur Einzelwettkämpfe Von 1832 bis 1859 | 75             |
| 07. | 1838 | 24./25. Juli         | Chur                       | Nur Einzelwettkämpfe Von 1832 bis 1859 | 100            |
| 08. | 1839 | 24./25. Juli         | Bern                       | Nur Einzelwettkämpfe Von 1832 bis 1859 | 200            |
| 09. | 1840 | 17./18. August       | Luzern                     | Nur Einzelwettkämpfe Von 1832 bis 1859 | 210            |
| 10. | 1841 | 18./19. August       | Basel                      | Nur Einzelwettkämpfe Von 1832 bis 1859 | 200            |
| 11. | 1842 | 17./18. August       | Zürich                     | Nur Einzelwettkämpfe Von 1832 bis 1859 | 300            |
| 12. | 1843 | 11./12. August       | Aarau                      | Nur Einzelwettkämpfe Von 1832 bis 1859 | 205            |
| 13. | 1844 | 19./20. August       | St. Gallen                 | Nur Einzelwettkämpfe Von 1832 bis 1859 | 161            |
| 14. | 1845 | 22./23. Juli         | Chur                       | Nur Einzelwettkämpfe Von 1832 bis 1859 | ca. 100        |
| 15. | 1846 | 5./6. August         | Bern                       | Nur Einzelwettkämpfe Von 1832 bis 1859 | ca. 200        |
| 16. | 1847 | 5./6. August         | Schaffhausen               | Nur Einzelwettkämpfe Von 1832 bis 1859 | ca. 200        |
| 17. | 1848 | 27./28. Juli         | Basel                      | Nur Einzelwettkämpfe Von 1832 bis 1859 | 350            |
| 18. | 1849 | 23./24. August       | Zürich                     | Nur Einzelwettkämpfe Von 1832 bis 1859 | 300            |
| 19. | 1850 | 25./26. Juli         | La Chaux-de-Fonds          | Nur Einzelwettkämpfe Von 1832 bis 1859 | 300            |
| 20. | 1851 | 4./5. August         | St. Gallen                 | Nur Einzelwettkämpfe Von 1832 bis 1859 | ca. 300        |
| 21. | 1852 | 29./30. Juli         | Genf                       | Nur Einzelwettkämpfe Von 1832 bis 1859 | —              |
| 22. | 1853 | 25./26. Juli         | Chur                       | Nur Einzelwettkämpfe Von 1832 bis 1859 | 370            |
| 23. | 1854 | 23.–25. Juli         | Freiburg                   | Nur Einzelwettkämpfe Von 1832 bis 1859 | ca. 250        |
| 24. | 1855 | 1.–3. August         | Lausanne                   | Nur Einzelwettkämpfe Von 1832 bis 1859 | —              |
| 25. | 1856 | 10.–12. August       | Winterthur                 | Nur Einzelwettkämpfe Von 1832 bis 1859 | 350            |
| 26. | 1857 | 3./4. August         | Aarau                      | Nur Einzelwettkämpfe Von 1832 bis 1859 | 350            |
| 27. | 1858 | 29.–31. Juli         | Bern                       | Nur Einzelwettkämpfe Von 1832 bis 1859 | 250            |
| 28. | 1859 | 10.–13. Juli         | Zürich                     | Nur Einzelwettkämpfe Von 1832 bis 1859 | 400            |
| 29. | 1860 | 15.–18. Juli         | Basel                      | Burgdorf                               | 700            |
| 30. | 1861 | 10.–14. August       | Solothurn                  | BTV Solothurn                          | ca. 500        |
| 31. | 1862 | 24.–27. August       | Neuenburg                  | Genf                                   | 400            |
| 32. | 1863 | 8.–12. August        | Schaffhausen               | Basel                                  | ca. 350        |
| 33. | 1864 | 17.–21. August       | St. Gallen                 | TV Alte Sektion Zürich                 | 350            |
| 34. | 1865 | 12.–16. August       | Le Locle                   | Basel                                  | 400            |
| 35. | 1867 | 22.–25. Juni         | Genf                       | Basel                                  | 400            |
| 36. | 1868 | 21.–24. August       | Bellinzona                 | STV Langental                          | 250            |
| 37. | 1869 | 24.–28. Juli         | Biel/Bienne                | Biel                                   | 600            |
| 38. | 1871 | 12.–15. August       | Liestal                    | Basel                                  | 400            |
| 39. | 1872 | 3.–6. August         | La Chaux-de-Fonds          | La Chaux-de-Fonds                      | 500            |
| 40. | 1873 | 9.–12. August        | Freiburg                   | Stadtturnverein Bern                   | 550            |
| 41. | 1874 | 1.–4. August         | Zürich                     | Turnverein Neumünster Zürich           | 1000           |
| 42. | 1876 | 5.–8. August         | Bern                       | Genf                                   | 1000           |
| 43. | 1878 | 3.–6. August         | St. Gallen                 | St. Gallen                             | 800            |
| 44. | 1880 | 17.–20. Juli         | Lausanne                   | BTV Basel                              | 1200           |
| 45. | 1882 | 29. Juli – 1. August | Aarau                      | Biel                                   | 1500           |
| 46. | 1884 | 19.–22. Juli         | Chur                       | La Chaux-de-Fonds                      | 1600           |
| 47. | 1886 | 17.–20. Juli         | Basel                      | BTV Lausanne                           | 2000           |
| 48. | 1888 | 29. Juni – 3. Juli   | Luzern                     | Stadtturnverein Bern                   | 2060           |
| 49. | 1891 | 18.–21. Juli         | Genf                       |                                        | 2400           |
| 50. | 1894 | 4.–7. August         | Lugano                     |                                        | 2620           |
| 51. | 1897 | 24.–27. Juli         | Schaffhausen               |                                        | 3760           |
| 52. | 1900 | 4.–7. August         | La Chaux-de-Fonds          | TV Alte Sektion Zürich                 | 4540           |
| 53. | 1903 | 18.–21. Juli         | Zürich                     |                                        | 6000           |
| 54. | 1906 | 14.–17. Juli         | Bern                       | STV Winterthur                         | 7370           |
| 55. | 1909 | 9.–13. Juli          | Lausanne                   | TV Aussersihl, Plainpalais, TV Thalwil | 8090           |
| 56. | 1912 | 5.–9. Juli           | Basel                      | STV Schaffhausen                       | 11'256         |
| 57. | 1922 | 21.–25. Juli         | St. Gallen                 | BTV Bern, TV Töss                      | 15'000         |
| 58. | 1925 | 17.–21. Juli         | Genf                       | BTV Bern                               | 16'000         |
| 59. | 1928 | 20.–24. Juli         | Luzern                     | Stadtturnverein Bern                   | 17'000         |
| 60. | 1932 | 9.–18. Juli          | Aarau                      | TV Olten                               | 17'500         |
| 61. | 1936 | 12.+17.–20. Juli     | Winterthur                 | TV Grenchen                            | 18'300         |
| 62. | 1947 | 12./13.+18.–21. Juli | Bern                       | TV Grenchen                            | 20'900         |
| 63. | 1951 | 7./8.+13.–16. Juli   | Lausanne                   | BTV Bern                               | 22'000         |
| 64. | 1955 | 9./10.+14.-17 Juli   | Zürich                     | BTV Luzern                             | 22'000         |
| 65. | 1959 | 5.+9.–12. Juli       | Basel                      | TV Olten                               | 26'000         |
| 66. | 1963 | 22./23.+27.–30. Juni | Luzern                     | TV Stadtpolizei Zürich                 | 31'500         |
| 67. | 1967 | 17./18.+22.–25. Juni | Bern                       | BTV Luzern                             | 32'000         |
| 68. | 1972 | 15.–18.+21.–25. Juni | Aarau                      | BTV Luzern                             | 28'000         |
| 69. | 1978 | 15.–18.+21.–25. Juni | Genf                       | BTV Luzern                             | 26'000         |
| 70. | 1984 | 14.–17.+20.–24. Juni | Winterthur                 | BTV Luzern                             | 65'000         |
| 71. | 1991 | 12.–16.+19.–23. Juni | Luzern                     | BTV Luzern                             | 72'000         |
| 72. | 1996 | 21.–30. Juni         | Bern                       | TV Länggasse Bern                      | 75'000         |
| 73. | 2002 | 14.–23. Juni         | Kanton Basel-Landschaft    | STV Wettingen                          | ca. 70'000     |
| 74. | 2007 | 14.–24. Juni         | Frauenfeld                 | STV Wettingen                          | 56'000         |
| 75. | 2013 | 13.–23. Juni         | Biel/Bienne und Magglingen | STV Wettingen                          | 60'000         |
| 76. | 2019 | 13.–23. Juni         | Aarau                      | STV Wangen SZ                          | 69'000         |
| 77. | 2025 | 12.–22. Juni         | Lausanne                   | STV Zihlschlacht                       | 65'000         |
| 78. | 2031 | offen                | Bellinzona                 |                                        |                |

Quelle:

## Belege
1. ↑  Die Geschichte des Eidgenössischen Turnfest
2. ↑  Nach zweitem Horror-Sturm: Turnfest-Direktor verteidigt Vorgehen. 23. Juni 2013, abgerufen am 23. Juni 2013.
3. ↑  Wetterkapriolen mit Folgen - Das waren die schlimmsten Unwetter der letzten 30 Jahre. In: srf.ch. 24. Juli 2023, abgerufen am 15. Februar 2025.
4. ↑  Polizei gab entscheidende Sturmmeldung nicht weiter, SRF, 1. Dezember 2016
5. ↑  So schön war das ETF ~ Eidgenössische Turnfest 2019, radiosummernight.ch, 23 Juni 2019
6. ↑  Wettingen bleibt das Mass aller Dinge im Vereinsturnen, SRF, 23. Juni 2013
7. ↑  Das ETF 2019 schliesst auch finanziell erfolgreich ab. Abgerufen am 5. Februar 2021.
8. ↑  65’000 Turnende und 600’000 Liter Getränke: Der grösste Breitensportanlass der Schweiz steht an. 10. Juni 2025, abgerufen am 22. Juni 2025.
9. ↑  Alexandra Herzog: Eidgenössische Turnfestsieger Vereinswettkampf. (PDF; 49,6 MB) In: stv-fsg.ch. Schweizerischer Turnverband, 1. Juli 2019, abgerufen am 30. Juni 2020.